# Chthonerpeton indistinctum
Chthonerpeton indistinctum är en groddjursart som först beskrevs av Johannes Theodor Reinhardt och Christian Frederik Lütken 1862.  Chthonerpeton indistinctum ingår i släktet Chthonerpeton och familjen Caeciliidae. IUCN kategoriserar arten globalt som livskraftig. Inga underarter finns listade i Catalogue of Life.